# Omicron deminutum
Omicron deminutum är en stekelart som beskrevs av Giordani Soika 1978. Omicron deminutum ingår i släktet Omicron och familjen Eumenidae. Inga underarter finns listade i Catalogue of Life.